# Sandbank (ort)
Sandbank är en ort i Storbritannien.   Den ligger i kommunen Argyll and Bute och riksdelen Skottland, i den nordvästra delen av landet, 600 km nordväst om huvudstaden London. Sandbank ligger 14 meter över havet och antalet invånare är 799.
Terrängen runt Sandbank är kuperad. Havet är nära Sandbank åt sydost. Runt Sandbank är det tätbefolkat, med 511 invånare per kvadratkilometer. Närmaste större samhälle är Greenock, 12,3 km öster om Sandbank. 